# Pawłowskaja (rejon totiemski)
Pawłowskaja (ros. Павловская) – wieś w Rosji, w rejonie totiemskim obwodu wołogodzkiego. W 2021 r. była niezamieszkana.